# Gai Plauci Decià
Gai Plauci Decià (en llatí: Gaius Plautius Decianus) va ser un magistrat romà del segle iv aC. Formava part de la gens Plàucia, d'origen plebeu.
Va ser elegit cònsol l'any 329 aC amb Luci Emili Mamercí. Durant el consolat el senat el va enviar contra Privernum mentre el seu col·lega reclutava un altre exèrcit per combatre els gals, que els rumors deien que marxaven cap a Roma, rumor que va resultar ser fals. L'exèrcit reclutat va marxar llavors contra Privernum, i les forces romanes van ocupar la ciutat, van destruir les muralles i s'hi va establir una forta guarnició. A la seva tornada va celebrar el triomf a Roma. Va demanar al senat, en el debat que es va establir per acordar quin càstig s'havia d'imposar als revoltats, de no castigar amb excés als habitants de Privernum.
Els Fasti diuen que va ser elegit cònsol altre cop el 328 aC, però Titus Livi diu que aquell any era cònsol Publi Plauci Procle. L'any 312 aC va ser censor juntament amb Api Claudi Cec, i va renunciar al cap de 18 mesos, tal com establia la lex Aemilia de censoribus, però el seu col·lega es va mantenir en el càrrec i no va acceptar la llei.